# Mansle

Mansle este o comună în departamentul Charente, Franța. În 1 ianuarie 2019 avea o populație de 1.692 de locuitori.